# 12856 Autridas
12856 Autridas è un asteroide della fascia principale. Scoperto nel 1998, presenta un'orbita caratterizzata da un semiasse maggiore pari a 2,1843843 au e da un'eccentricità di 0,0703608, inclinata di 2,41271° rispetto all'eclittica.